# 고토 고지 (야구인)
고토 고지(일본어: 後藤 孝志、1969년 5월 14일~)는 일본의 야구인이다. 현역 시절 일본 프로 야구의 요미우리 자이언츠에서 내야수로 활동했으며 현재 KBO 리그의 두산 베어스의 수석코치 겸 타격코치를 담당하고 있다.

## 선수 경력

### 요미우리 자이언츠
1991년에 요미우리 자이언츠에 입단해 2005년 은퇴할 때까지 자이언츠의 선수로 활동했다.

## 야구선수 은퇴 후
2014년부터 요미우리 자이언츠에서 코치로 활동하다가 2018년부터 한국에서 코치로 활동했다. 두산 베어스의 타격코치를 맡았고 2019년부터 하라 다쓰노리가 감독이 부임해 요미우리 자이언츠의 코치로 복귀했다.

## 역대 등번호

### 선수 시절
- '50' (1988년 ~ 1998년, 2007년 / 요미우리 자이언츠)
- '00' (1999년 ~ 2005년 / 요미우리 자이언츠)

### 코치 시절
- '105' (2014년, 2022년 / 요미우리 자이언츠)
- '84' (2015년 / 요미우리 자이언츠)
- '100' (2016년 ~ 2017년 / 요미우리 자이언츠)
- '89' (2018년, 2023년 ~ / 두산 베어스)
- '80' (2019년 ~ 2020년 / 요미우리 자이언츠)
- '90' (2020년 / 요미우리 자이언츠)
- '88' (2021년 / 요미우리 자이언츠)